# Fajã da Neca
Situada a Oeste da Fajã das Pontas, está possui poucas casas, embora algumas tenham cisterna, coisa que não é muito usual nas fajãs. Há pelo menos um palheiro utilizado para guardar as alfaias agrícolas.
Tem três antigos fios de lenha muito pouco utilizados. A ribeira que aqui passa não corre todo o ano uma vez que não é de nascente, mas sim porque só apanha as chuvas das montanhas a montante.
O caminho que lhe dá acesso é um atalho íngreme, mas curto, tem uma bonita vista sobre a paisagem em redor.
As culturas que ainda se fazem nesta fajã são principalmente a vinha, a couve e a cebola.
A fauna e a flora daqui são muito ricas provavelmente devido ao relativo abandono que o homem a votou a fajã que permitiu à natureza ocupar o seu lugar.